# 常陸藤沢駅
常陸藤沢駅（ひたちふじさわえき）は、かつて茨城県新治郡新治村（現・土浦市）にあった筑波鉄道筑波線の駅（廃駅）である。筑波線廃止に伴い1987年（昭和62年）に廃止された。

## 歴史
- 1918年（大正7年）4月17日：筑波鉄道 (初代)の駅として開業[2]。
- 1945年（昭和20年）3月20日：会社合併に伴い、常総筑波鉄道筑波線の駅となる。
- 1965年（昭和40年）6月1日：会社合併に伴い、関東鉄道の駅となる[4]。
- 1979年（昭和54年）4月1日：事業譲渡に伴い、筑波鉄道の駅となる[4]。
- 1970年（昭和45年）10月：駅業務を委託化[1]。
- 1981年（昭和56年）8月12日：貨物営業廃止（これ以前から既に貨車の到着、発送は無い状態だった）[1]。
- 1987年（昭和62年）4月1日：廃止[3]。

駅の跡地は茨城県道505号桜川土浦潮来自転車道線（つくば霞ヶ浦りんりんロード）の休憩所となっている。また、駅廃止後も周辺の小字は「駅前」である。

## 駅構造
相対式ホーム2面2線の地上駅。駅本屋は上りホーム（土浦方面）上にあり、両面のホームをつなぐ構内踏切は筑波方にあった。

## 駅周辺
- 茨城県道201号藤沢荒川沖線
- 旧宮崎酒店

## 隣の駅
筑波鉄道
筑波線
坂田駅 - 常陸藤沢駅 - 田土部駅